# Joseph M. Kendall

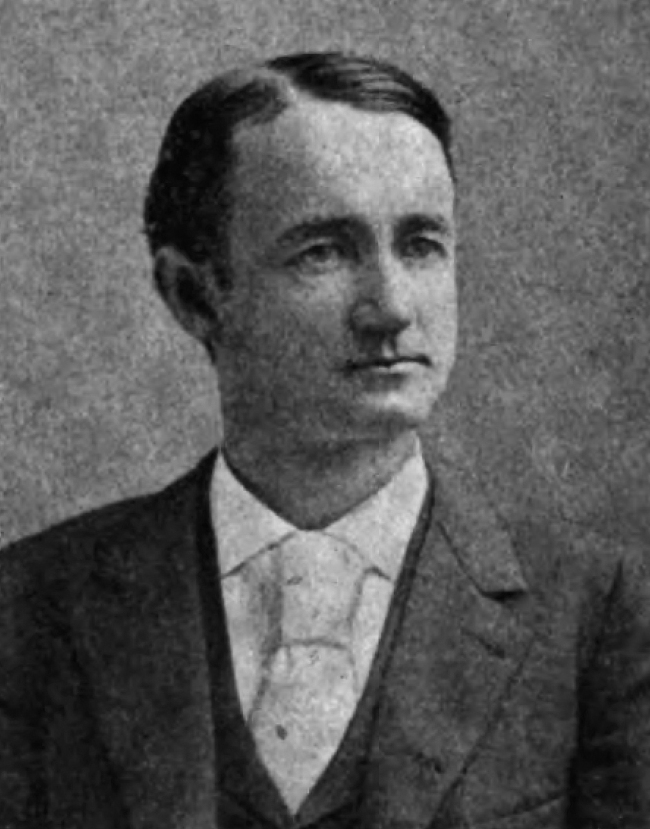
Joseph M. Kendall

Joseph Morgan Kendall (* 12. Mai 1863 in West Liberty, Morgan County, Kentucky; † 5. November 1933 ebenda) war ein US-amerikanischer Politiker. Zwischen 1892 und 1897 vertrat er zwei Mal den Bundesstaat Kentucky im US-Repräsentantenhaus.

## Werdegang
Joseph Kendall war der Sohn des Kongressabgeordneten John W. Kendall (1834–1892). Er besuchte die öffentlichen Schulen seiner Heimat und genoss zeitweise auch eine private Erziehung. Danach besuchte er das State College of Kentucky und die University of Michigan in Ann Arbor.  Nach einem Jurastudium und seiner Zulassung als Rechtsanwalt begann er in Prestonsburg in diesem Beruf zu arbeiten. Er wurde mit Hilfe eine Sondergenehmigung bereits vor Vollendung des Mindestalters als Anwalt eingetragen.
Politisch war Kendall wie sein Vater Mitglied der Demokratischen Partei. Zwischen 1885 und 1889 war er bei der Kongressverwaltung in Washington, D.C. als Clerk des Repräsentantenhauses angestellt. Nach dem Tod seines Vaters wurde er bei der fälligen Nachwahl für den zehnten Sitz von Kentucky als dessen Nachfolger in das US-Repräsentantenhaus gewählt, wo er am 21. April 1892 sein neues Mandat antrat. Da er bei den regulären Wahlen des Jahres 1892 aus gesundheitlichen Gründen auf eine erneute Kandidatur verzichtete, konnte er bis zum 3. März 1893 nur die angebrochene Legislaturperiode seines Vaters im Kongress beenden.
Im Jahr 1894 wurde Kendall erneut im zehnten Distrikt von Kentucky in den Kongress gewählt. Dort löste er am 4. März 1895 William M. Beckner ab. Allerdings wurde die Wahl von seinem Gegenkandidaten, dem Republikaner Nathan T. Hopkins, angefochten. Diesem Wahleinspruch wurde aber erst kurz vor Ablauf der Legislaturperiode am 18. Februar 1897 stattgegeben. An diesem Tag musste Kendall sein Mandat an Hopkins abtreten. Nach seinem Ausscheiden aus dem US-Repräsentantenhaus praktizierte Joseph Kendall wieder als Anwalt. Außerdem wurde er im Clark County in der Landwirtschaft tätig. Zwischen 1884 und 1933 war er Delegierter auf allen regionalen Demokratischen Parteitagen für Kentucky. Er starb am 5. November 1933 in seinem Geburtsort West Liberty.